# Barbara Brylska
Barbara Brylska (Skotniki, 1941. június 5. –) lengyel színésznő.

## Életpályája
A Łódź melletti Skotnikiban született 1941 június 5-én. Már 17 évesen megkapta első filmszerepét a "Kalosze szczescia" című filmben. Ezt követően beiratkozott a Lódzi Nemzeti Filmművészeti Főiskolára, majd a Varsói Színművészeti Főiskolára járt, ahol 1967-ben fejezte be tanulmányait.
Első nagyobb filmszerepét az 1963-ban készített "Ich dzień powszedni" (Mindennapi életük) című filmben játszotta. 1966-ban ráosztották Kama föníciai hercegnő szerepét a Jerzy Kawalerowicz által rendezett Bolesław Prus azonos című regényéből készült "Faraon" (A fáraó) című filmben. Ezzel hazájában közismert művész lett. A magyar közönség a televízióban az 1970-es években sugárzott és 1969-ben Henryk Sienkiewicz "Pan Wołodyjowski" (A kislovag) című regényéből készített "Przygody Pana Michala" (Mihály úr kalandjai) című lengyel történelmi filmsorozatban is láthatta melyben Krystyna szerepét játszotta.
Az 1970-es években játszott szovjet, német, bolgár és csehszlovák rendezők filmjeiben is. Az igazi sikert az 1975-ben Eldar Alekszandrovics Rjazanov által rendezett A sors iróniája, avagy gőzfürdõ után (Ирония судьбы, или С лёгким паром!) című szovjet film hozta meg számára, melyben Nágya szerepét játszva szovjet állami díjat kapott. A díj elfogadása azonban olyan vitákat váltott ki hazájában, hogy szovjetellenes honfitársai halálosan megfenyegették és menekülnie kellett. Ennek ellenére a Szovjetunióban népszerű sztár lett. Idegen népszerűsége a lengyel filmesek körében azonban visszatetszést váltott ki, mely a későbbiekben mellőzéséhez vezetett. 2000-óta Brylska főként Oroszországban játszott színpadi szerepekben. 2007-ben eljátszotta az idős Nágyát is az „Ironija szugybi: Prodolzsenyije” (A sors iróniája: Folytatás) című romantikus komédiában.
1993-ban nagy magánéleti tragédia érte, amikor lánya Barbara Kosmal modell és színésznő Brzeziny városában halálos autóbalesetet szenvedett.

## Díjak
A Szovjetunió Állami Díja 1977 (A sors iróniája, avagy fürdõ után)